# Cattleya amethystoglossa
Cattlēya amethystoglōssa  (лат.) — вид однодольных растений рода Каттлея (Cattleya) семейства Орхидные (Orchidaceae). Растение впервые описано в 1862 году ботаниками Жаном Жюлем Линденом и Генрихом Густавом Райхенбахом.

## Распространение и среда обитания
Эндемик Бразилии, распространённый в штатах Баия, Минас-Жерайс и Пернамбуку. Произрастает на участках на высоте до 600 м.
Эпифитное и литофитное растение, в дикой природе растущее на пальмах или прикрепляющееся к прибрежным скалам. Теплолюбиво.

## Ботаническое описание

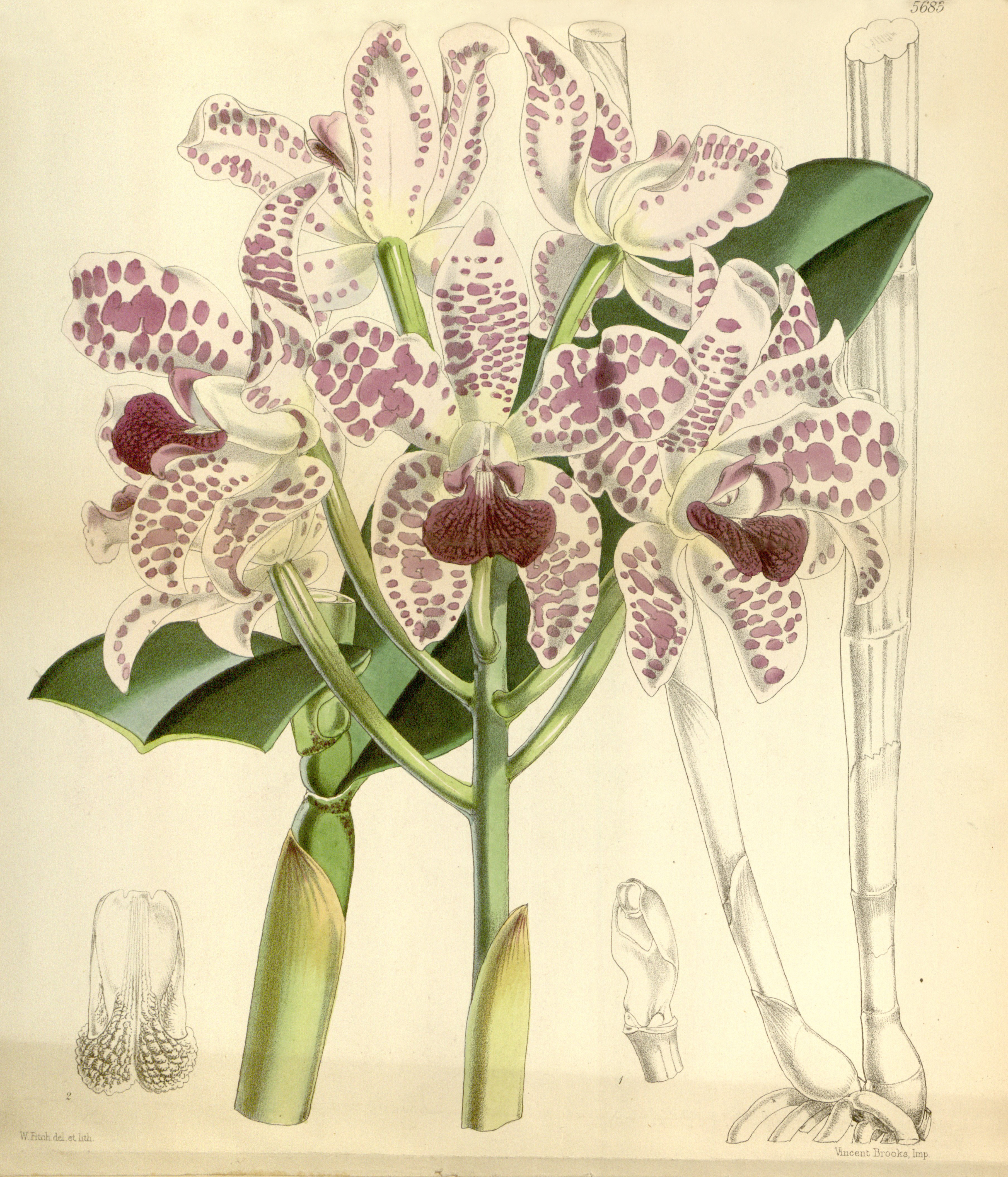
Ботаническая иллюстрация Уолтера Худа Фитча из Curtis’s Botanical Magazine, vol. 94 (1868)

Псевдобульба цилиндрическая, несущая в себе два верхушечных листа.
Цветёт осенью, зимой и ранней весной. Цветок длиной 10 см, белого или бледно-розового цвета с тёмно-лиловыми пятнами. Внешне напоминает Cattleya guttata, но отличается от последнего окраской.

## Значение
Выращивается как декоративное растение.

## Систематика
Синонимичные названия:
- Cattleya amethystoglossa var. alba L.C.Menezes & Braem
- Cattleya amethystoglossa var. lilacina (Rchb.f.) Fowlie
- Cattleya amethystoglossa var. rosea Rolfe
- Cattleya guttata var. keteleerii Houllet
- Cattleya guttata var. lilacina Rchb.f.
- Cattleya guttata var. prinzii Rchb.f.
- Cattleya purpurina Barb.Rodr.
- Epidendrum elatius var. prinzii (Rchb.f.) Rchb.f.

Cattleya amethystoglossa имеет следующие подвиды:
- Cattleya amethystoglossa var. coerulea
- Cattleya amethystoglossa var. lilacina
- Cattleya amethystoglossa var. maculata
- Cattleya amethystoglossa var. rosea